# Xanthorhoe pyrrhobaphes
Xanthorhoe pyrrhobaphes là một loài bướm đêm trong họ Geometridae.